# Gołaszewo (województwo kujawsko-pomorskie)
Gołaszewo – wieś w Polsce położona w województwie kujawsko-pomorskim, w powiecie włocławskim, w gminie Kowal.
W latach 1975–1998 miejscowość położona była w województwie włocławskim. Według Narodowego Spisu Powszechnego (2021 r.) liczy 357 mieszkańców. Jest drugą co do wielkości miejscowością gminy Kowal.

## Historia

### Okres najstarszy
Pierwsze zapiski zaświadczające o istnieniu miejscowości Gołaszewo pochodzą z 1392 r. Kolejną źródłową informację o wsi Gołaszewo znajdujemy w omówieniu stanu zagospodarowania wsi powiatu kowalskiego według rejestru łanów z 1489 r. i lustracji z 1494 r. Z niego wynika, iż na terenie omawianej miejscowości były 3 łany, w tym 2 osiadłe i 1 pusty oraz folwark. Ponadto znajdował się tam młyn (zapewne wiatrak) o nazwie Wierzby, który datowany jest na 1489 r.
Według kolejnych rejestrów podatkowych z lat 1557 i 1566 wynika, że na terenie Gołaszewa były trzy łany kmiece, dwa zagrodnicze, dwaj chałupnicy oraz jeden rzemieślnik. Sumariusz z 1569 r. podaje, iż jednym z nielicznych przedstawicieli rzemiosła był sukiennik z Gołaszewa. Jednak nie można wykluczyć, że tą profesją zajmowała się znacznie większa liczba ludności. Zapewne wśród rzemieślników w Gołaszewie znajdowali się także: kowale, cieśle, kołodzieje, bartnicy oraz inni.
Po zjednoczeniu ziem przez ostatnich Piastów obszar powiatu, tym samym i Gołaszewo znalazło się w strefie przygranicznej. Stopniowe włączanie ziem mazowieckich w skład monarchii Jagiellonów spowodowało przywrócenie rangi trasy biegnącej z Brześcia przez Kowal do Gostynina i Warszawy. U schyłku omawianego okresu droga, zwana gościńcem warszawskim, prowadziła do Torunia przez: Patrowo, Baruchowo, Świątkowice, Rakutowo, Kowal i Gołaszewo. Przez Kowal biegł także trakt poprzeczny z Wielkopolski ku Wiśle przez Wolę Nakonowską, Kuźnice, Lubraniec, Brdów oraz inna trasa wiodąca przez Czerniewice, Wilkowiczki, Choceń i Izbicę.
W ówczesnych czasach granice powiatu kowalskiego od strony północno-zachodniej od Kowala opierały się o Gołaszewo, natomiast Łagiewniki i młyn na Diabełku znajdowały się w sąsiednim powiecie brzeskim i należały do parafii w Kruszynie. W zasadzie była to wewnętrzna granica województwa brzeskokujawskiego i wytyczały ją miejscowości: Gołaszewo, Wola Nakonowska, Wikowice, Wilkowiczki, Szczutkowo, Łagiewniki, Diabełek, Nakonowo, Kuźnice i Śmiłowice.
Najstarszy wykaz parafii diecezji włocławskiej, pochodzący z lat 1325–1327, wymienia parafię w Kowalu, do której należało także Gołaszewo. Jest bezsprzecznym także i to, iż jako ośrodek kościelny Kowal funkcjonował z pewnością o wiele wcześniej, bo kościół w Kowalu wzmiankowany został już w 1185 r. W początku XVII w. dokonano podziału istniejących dekanatów na kilka mniejszych. Z dekanatu brzeskiego archidiakonatu włocławskiego wyłoniono ośrodki w Kowalu i przejściowo w Lubieniu. Mimo jeszcze kilku zmian w strukturach kościelnych na przestrzeni późniejszych wieków, Gołaszewo zawsze było w obrębie parafii kowalskiej.
W połowie XIII w. Kowal występuje kilkakrotnie jako miejsce wystawienia dokumentów księcia Kazimierza, co świadczyło o dość dużym znaczeniu miejscowości. Późniejsze czasy wskazują, iż jego rola wzrosła z chwilą rozwoju handlu między zakonem krzyżackim a Rusią. Przez Kowal wiódł wówczas szlak z Torunia do Lwowa, co doprowadziło w połowie XIV w. do utworzenia komory celnej.
Od 1314 r. w Kowalu, z części kasztelanii brzeskiej wydzielona została kasztelania kowalska. Nie ulega wątpliwości, iż od tego czasu Gołaszewo musiało być w jej zasięgu. Jednak trudno jest precyzyjnie ustalić administracyjne granicę kasztelanii kowalskiej z kasztelanią brzeską. Należy domniemywać, iż przebiegała ona z zachodniej – nas interesującej strony – niedaleko od Kowala i w zasadzie pokrywała się z granicami parafii kowalskiej. Praktycznie rzecz biorąc granicą był Diabełek, należący już do parafii kruszyńskiej. Można więc sądzić, że granica kasztelanii kowalskiej i brzeskiej w XV-XVI w. była zachodnią granicą powiatu. Trzeba też wspomnieć, iż w latach 1330–1332 Krzyżacy opanowali większą część Kujaw, należących do Władysława Łokietka, w związku z tym utworzono komturstwa w Brześciu, Kowalu i Radziejowie. Przez następne 50 lat trwały najrozmaitsze spory, walki oraz pertraktacje co do przynależności Kujaw Brzeskich. W 1377 r. doszło do kolejnych zmian administracyjno-politycznych i kolejnych epizodów związanych z przekazywaniem lub dzierżawieniem tego regionu przez najrozmaitsze rody i książąt, by w latach osiemdziesiątych XIV w. wyjść spod bezpośredniej władzy królewskiej.
W 1858 r. do kowalskiej parafii należały: miasto Kowal, wieś rządowa Rakutowo, wsie: Dębniaki, Dobrzelewice, Dobrzelewiczki, Gołaszewo, Goreń, Grodztwo Kowal, Krzewent, Kukawy, Mursk, Więsławice, Wola Nakunowska, Wójtowskie, Wydoń, Telążna, i Zakrzewiec. Wiele tych miejscowości do parafii i obecnie należy. Kilka z upływem lat zmieniło swoje nazwy. W Nakonowie na tzw. „Diabełku” mieścił się (i mieści) kościół filialny parafii Kruszyn pod wezwaniem św. Marka. Jak wspominają starsi mieszkańcy Gołaszewa, do świątyni tej rzadko uczęszczali gołaszewiacy w okresie przedwojennym, ale i także w latach sześćdziesiątych XX w. Zdeterminowane było to faktem, iż nabożeństwa w tym kościele odbywały się bardzo rzadko oraz lokalnym patriotyzmem i odwiecznym przywiązaniem do macierzystej parafii. W okresie wspomnianych lat sześćdziesiątych, a także po połowie lat pięćdziesiątych, kiedy to Gromadzka Rada Narodowa przez kilka lat była w Nakonowie, nastąpiło ożywienie i na linii wspólnot kościelnych parafii w Kowalu i Kruszynie. Zapewne wpływ na taki stan rzeczy miała prowadzona nauka religii, zarówno w szkole, mieszkaniu prywatnym Katarzyny i Władysława Ciesielskich, jak i później w filialnym kościele w Nakonowie.
W początku lat dwudziestych XV w. o Gołaszewo toczyły się spory dotyczące prawa jego posiadania. Dziadek rodzeństwa Dzierżki, Warszki, Boryszy i Mościca uzyskał tę miejscowość w zamian za Nasiegniewice. Oprócz niego prawo do niej miał Radosław z Bogusławic (powiat przedecki) z rodu Leszczyców. Po czym Radosław zmienił swój udział ze Zbylutem, który sprzedał go Emrichowi z Człopina. Wspomniana powyżej Dzierżka była spokrewniona więzami krwi (siostra) z żoną Bronisza z Gołaszewa – komornika podsęka i sędziego brzeskiego. W 1423 r. Bronisz, Florian i Emrich dokonali podziału przypadających im części Gołaszewa wśród swoich dzieci. Na początku drugiej połowy XVI w. wieś była własnością Andrzeja Gosławskiego. W 1634 r. we wsi było siedem domów. W latach 1662–1667 wieś była opuszczoną przez mieszkańców. W 1775 r. w jej granicach znajdowało się jedenaście domów, które zamieszkiwało ok. pięćdziesiąt osób.
W XVIII w. Gołaszewo razem z Wilkowicami, Wilkowiczkami i częścią Szczutkowa należało do własności Dąbskich herbu Gozdawa. Był to staropolski ród szlachecki, sięgający korzeniami XIV w. Pisali się z Lubrańca, posiadali dziedzicznie starostwo wojnickie. Natomiast w rękach Znanego rodu Kretkowskich znajdowały się między innymi Więsławice, Zakrzewiec, Świątkowice, Kamienna i Błonie. Do znaczniejszych rodów w powiecie kowalskim zaliczyć należy także ród Moszczeńskich.
Wieś w owych czasach, ale i także i w kilka wieków później była uboga. Zaświadcza o tym choćby wielkość dziesięciny, jaką wniósł w 1858 r. folwark Gołaszewo na rzecz parafii Kowal. Była to kwota w wysokości 4 rubli i 50 kopiejek. Dla porównania: wójtostwo Grabkowo wpłaciło – 27 r. 57 k., włościanie z Grabkowa – 71 r. 88 1/2 k., wieś Krzewent – 27 r. W monumentalnym dziele „Przewodnik po Królestwie Polskim” z 1901 r. Gołaszewo określa się jako wieś w guberni warszawskiej powiatu włocławskiego w gminie Śmiłowice. Wieś należała do parafii Kowal, natomiast poczta znajdowała się w Czerniewicach. We wsi znajdował się folwark i młyn.
Z okolicami Kowala związane są niektóre epizody walk i potyczek w okresie panowania Władysława Łokietka, Władysława Jagiełły, epidemii i wyniszczających walk z okresu wojny polsko-szwedzkiej w latach 1626–1629, wielkiej wojny północnej w latach 1700–1721, konfederacji barskiej, która także zawiązała się w dniu 30 marca 1769 r. w nieodległym Przedczu oraz insurekcji kościuszkowskiej, które uaktywniło Kujawian w dniu 20 sierpnia 1794 r. w Śmiłowicach i objęło Brześć Kujawski, Włocławek oraz Dobiegniewo.
Gołaszewo także i w późniejszym okresie dotykane było wielokrotnie zniszczeniami wojennymi. Stan ten zawdzięczała miejscowość swojemu położeniu na trasie Poznań – Warszawa, a szerzej ujmując na trasie Berlin-Moskwa. Znane materiały i opracowania historyczne mówią, iż w czasie wojny francusko-austriackiej w 1809 r. przez Gołaszewo, Kowal, Kruszyn przechodziła duża część armii austriackiej. Także podwójny przemarsz wojsk napoleońskich na Moskwę oraz zabór Kujaw przez Cesarstwo Rosyjskie, pozostawił po sobie szereg zniszczeń w folwarku oraz w domach czeladzi. Natomiast okres powstań narodowych (listopadowe z 1830 r., styczniowe z 1863 r.) nie dotknął bezpośrednio swym zasięgiem omawianej miejscowości. W okresie zaborów Gołaszewo, było w granicach terytorialnych powiatu włocławskiego, pod zaborem rosyjskim.

### I wojna światowa
Wybuch latem 1914 r. I wojny światowej spowodował, iż teatrem działań wojennych stały się także ziemie polskie. Leżące nieopodal Włocławka Gołaszewo było, jak i wiele miast i wsi kujawskich dotknięte działaniami wojennymi. Już 1 sierpnia Rosjanie podjęli próby ewakuacji biur i ważniejszych urzędów. Jednocześnie ze względów strategicznych zostało przerwanych szereg połączeń telefonicznych i drogowych. Część dokumentów oraz akt została bezpowrotnie zniszczona lub spalona. Główny wysiłek administracji rosyjskiej ogniskował się na zaopatrzeniu, aprowizacji i wyposażeniu wojska. Ostatnim pociągiem w kierunku Kutna władze cywilne opuściły Włocławek. W tym samym dniu w gmachu Zarządu Powiatowego we Włocławku przedstawiciele miejscowej inteligencji powołali do życia Straż Obywatelską, która miała za zadanie czuwanie nad spokojem, porządkiem i bezpieczeństwem mieszkańców. W zaistniałej sytuacji to na barki Komitetu Obywatelskiego spłynęło zabezpieczenie przed rabunkiem pozostawionego majątku po 14. Pułku Dragonów przy ul. Żytniej, po 3. Uralskim Pułku Kozaków przy ul. Kapitulnej i po pułku artylerii konnej przy ul. Toruńskiej. Ponadto dla zabezpieczenia mienia wystawiono warty w przy gmachach publicznych i ważniejszych zakładach przemysłowych. Mimo wysiłków nie udało się zapobiec m.in. dużemu pożarowi zbiorników nafty i ropy należących do Towarzystwa Przemysłu Naftowego braci Nobel, którego łuny widoczne były przez dziesiątki godzin także w Gołaszewie. W dniu 5 sierpnia od strony Torunia do Włocławka wjechał pociąg pancerny, wypełniony żołnierzami 9. armii niemieckiej oraz specjalny oddział przybył Wisłą na łodziach motorowych. Wojsko to zajęło gmach magistratu i inne włocławskie budynki. Wprowadzono jednocześnie znaczne obostrzenia w możliwościach poruszania się ludności w obrębie włocławskiego powiatu. Po osiemnastu dniach pod naporem wojska rosyjskiego Niemcy zostali zmuszeni do odwrotu. W wyniku ciężkich walk majątek miasta i okolicznych miejscowości uległ kolejnemu pomniejszeniu. Ponieważ linia frontu była bardzo niestabilna, teatr działań wojennych zmieniał się z dnia na dzień. Walki toczyły się najpierw w pobliżu Kowala, później Lubienia Kujawskiego, Chodcza, a z upływem czasu przemieściły się w kierunku Kutna, Łowicza i Warszawy. Po kolejnych starciach wojsk niemieckich z rosyjskimi w dniu 13 listopada Wehrmacht po raz trzeci wkroczył do miasta. Momentem przełomowym na terenie okupowanym było wydanie „Aktu 5 listopada” w 1916 r., w wyniku którego zostało zalegalizowanych kilka organizacji dążących do wyzwolenia kraju. Wyjątkowego znaczenia nabrał także fakt przeprowadzenia wyborów do nowych rad, które odbyły się na przełomie stycznia i lutego 1917 r.
Mimo iż działania wojenne I wojny światowej przebiegały także przez Gołaszewo, nie spowodowały one dużych strat w zabudowaniach i majątku ruchomym mieszkańców wsi. Dostępne materiały archiwalne nie eksponują także informacji o osobach poległych czy rannych wywodzących się z tej miejscowości.
Ponowne zagrożenie spłynęło na mieszkańców Gołaszewa i innych miejscowości powiatu włocławskiego na przełomie lipca i sierpnia 1920 r. Spowodowane było ono toczącą się wojną polsko-bolszewicką. W jej wyniku oddziały 4. Armii Tuchaczewskiego oraz podporządkowane jemu inne korpusy wykonały głęboki manewr oskrzydlający na linii Płock-Włocławek-Toruń. Rosyjska nawałnica została powstrzymana przez pośpiesznie zmobilizowane oddziały wojskowe pododcinka „Włocławek” na rzece Wiśle. Po kilku dniach linia frontu została przesunięta na Wschód, a mieszkańcy Włocławka przystąpili do – przerwanego najazdem bolszewickim – odrestaurowania zniszczeń powstałych w wyniku I wojny światowej.
Niewielkie zniszczenia wojenne, zarówno w majątku trwałym, jak i osobowym, oraz okupacja, wywołały jednak daleko idące zmiany w ludzkiej mentalności. Namacalne straty jakie poniosło m.in. społeczeństwo Gołaszewa w sposób istotny zaważyły na dalszym rozwoju wsi. Nie bez znaczenia było zmobilizowanie kilku mężczyzn do armii carskiej, w której odbywali długotrwałą służbę wojskową. Niektórzy z nich zmuszeni byli do podjęcia walk na froncie niemiecko-rosyjskim w imię obcych Polakom interesów. Ponadto kilka rodzin zostało wywiezionych na przymusowe roboty do Niemiec lub pracowało w anormalnych warunkach przy budowie okopów i wznoszeniu umocnień fortyfikacyjnych dla walczących armii.

### Międzywojnie
W okresie międzywojennym, a szczególności w latach trzydziestych, podczas kryzysu gospodarczego wielu mieszkańców wsi opuściło rodzinne strony udając się często, nawet do obu Ameryk w poszukiwaniu pracy i chleba.
W tym miejscu wartym jest przybliżenie stanu zabudowy Gołaszewa, żyjących w nim mieszkańców oraz zarysu problematyki, z jaką się spotykali na co dzień. W dalszym ciągu pod względem jurysdykcji administracyjnej należało ono do gminy Śmiłowice w powiecie włocławskim i województwie warszawskim. Na pocztę mieszkańcy Gołaszewa udawali się do Czerniewic, a do najbliższej linii autobusowej podążali do Kowala. Sprawy sporów zestrzygane były w sądzie grodzkim i okręgowym we Włocławku. Administracyjny podział wsi sprowadzał się do Gołaszewa Nowego, Gołaszewa Starego i Gołaszewa-Piaski. Wieś miała charakter ulicowy, tzn. zabudowania usytuowane były wzdłuż głównej osi ziemistej drogi, na kierunku Brześć Kujawski – Kowal. W centrum wsi następowało jej skrzyżowanie, z którego można było dotrzeć do Czerniewic z jednej strony oraz na nieodległą Warząchewkę z drugiej. Terytorialnie do Gołaszewa przylegały wioski: Gajówka, Grabówka, Gołaszewo Piaski, Przydatki Gołaszewskie, Przydatki Wolskie, Świerkowo, Wola Nakonowska oraz od strony Brześcia Kujawskiego – Nakonowo. Liczba zabudowań gospodarskich była dużo mniejsza, natomiast liczba mieszkańców znacznie przekraczała liczbę z przełomu lat dwutysięcznych. Spowodowane było to wielodzietnością rodzin. Bardzo często były małżeństwa posiadające 8 i więcej dzieci. Zabudowania w większości przypadków były wykonane z materiałów łatwopalnych. Jak mury domów i obór były stawiane z cegły – a częściej z gliny – tak pokrycie dachowe wykonywano ze słomy lub trzciny. Natomiast konstrukcja i ściany boczne stodół, szop były wykonane z drewna, a zadaszenia kryte były także słomą lub trzciną. Taki stan zabudowy – w razie pożaru – powodował znaczne zagrożenie rozprzestrzeniania się ognia na inne elementy zagrody i sąsiedzkich posesji. Elementami utrudniającymi przeniesienie się zarzewi była stosunkowo duża odległość między sąsiedzkimi zabudowaniami oraz bardzo liczne liściaste drzewa i krzewy, które w pewnym stopniu uniemożliwiały przenoszenie się pożaru lub rozprzestrzenienie tzw. ogni lotnych. Głównym źródłem energetycznym służącym do ogrzewania mieszkań i przygotowania posiłków były piece kaflowe oraz kuchnie opalane przede wszystkim drewnem, torfem oraz w zamożniejszych domach węglem drzewnym lub kamiennym. Do oświetlania izb mieszkalnych i innych obiektów służyły lampy naftowe. W zagrodzie używano przystosowanych do tego zakrytych lamp naftowych lub karbidowych.
Po prowadzącej przez wieś drodze mieszkańcy poruszali się pieszo, bardzo rzadko rowerami. Transport materiałów oraz plonów odbywał się żelaznymi wozami konnymi, a co bogatsi gospodarze mieli wozy podgumowane. Do Włocławka – na rynek po większe zakupy, do Czerniewic – na pocztę i do sklepu rzeźnickiego, do Urzędu Gminy w Śmiłowicach, czy do kościoła parafialnego w Kowalu bardzo wielu gołaszewian szło na piechotę, wozami konnymi lub bryczkami. Z chwilą zmodernizowania przebiegającej przez centralną część wioski żelaznej szerokotorowej kolei liczna rzesza mieszkańców zaczęła intensywnie z niej korzystać. Na targ we Włocławku, aby sprzedać wytworzone w gospodarstwie produkty, jeździło się pociągiem. Tym bardziej, iż bilet w obydwie strony był bardzo tani i miał wartość jednego jajka. Wielu mieszkańców Gołaszewa, korzystając z dobrodziejstwa tej komunikacji udawało się do swoich dalszych rodzin zamieszkałych w dużych miastach. Było to znaczne udogodnienie w komunikowaniu się z innymi ludźmi oraz umożliwiło kilkudziesięciu rodakom wyjazd „za chlebem” do innych miejscowości, a nawet za granicę. Jeszcze na krótko przed uruchomieniem przystanku żelaznej kolei wynikł spór co do jego nazwy. Mimo iż trasa przebiegała przez Gołaszewo, nazwa przystanku aż do II wojny światowej była Nakonowo. Tę sytuację wytworzył przemożny wpływ bogatych i wpływowych mieszkańców sąsiedniego Gołaszewu Nakonowa. Delegacja mieszkańców w składzie: Jadwiga i Jan Przybyszewscy – nauczyciele z Nakonowa oraz Stanisław Jasiński i Bolesław Skowroński udali się w odpowiednim czasie do Zarządu Kolei w Warszawie, gdzie przypieczętowali zmianę nazwy stacji. Dopiero w kilka miesięcy po zakończeniu działań wojennych delegacja gołaszewskiej młodzieży skupionej w Związku Młodzieży Polskiej udała się do Warszawy, gdzie postanowiono zmienić nazwę stacji na Gołaszewo. A ponieważ taką samą nazwę miała już miejscowość koło Poznania, dodano do niej drugi człon Kujawskie. I od tej pory nazwa stacji kolejowej i miejscowości brzmi – Gołaszewo Kujawskie.
W okresie międzywojennym tam gdzie obecnie są zabudowania rodziny Lewandowskich znajdował się majątek ziemski, który obejmował swym zasięgiem ówczesne Gołaszewo, Gołaszewo Leśne i Gołaszewo Nowe. Wokół majątku znajdowały się tzw. czworaki, w których zamieszkiwała służba oraz pracownicy folwarku. Po II wojnie światowej w wyniku reformy rolnej byli pracownicy majątku i inni mieszkańcy Gołaszewa otrzymali z podziału ziemię, na której znajdowały się ich domy lub mogli na niej pobudować własne mieszkania.
W okresie przedwojennym – w większości przypadków – miejscowość była samowystarczalna w podstawowe dobra użytku osobistego czy gospodarczego. We wsi były aż trzy sklepy, w których można było nabyć artykuły spożywcze, gospodarstwa domowego oraz techniczne. Ich właścicielami byli: Wojciech Koza, Stefan Latecki i Bronisław Czarny. Wymianę zboża na mąkę i kasze prowadził Pędrakowski (po nim przejął ten system handlu Władysław Koza). We wsi była także możliwość podejmowania gości oraz spożycia napojów alkoholowych, którą prowadził w domu-sklepie Antoniego Kwiatkowskiego – Jan Biliński. Z tego tytułu dość często strażacy Gołaszewscy podejmując swoje władze zwierzchnie zapraszali gości właśnie do domu Antoniego Kwiatkowskiego, by tam odbyć biesiadę.
Na potrzeby wytwórczości oraz świadczenia usług rzemieślniczych we wsi pracowały warsztaty: kowalski – Serafina Szamańskiego, kołodziejski – Jana Koralewskiego, stolarski – Szczepana Wojtczaka, szewski – Władysława Dolatowskiego i Zygmunta Gawłowskiego oraz rzeźniczy – Bronisława Czarnego, Wojciecha Kozy i Stefana Lateckiego.

### Okupacja niemiecka
W dniu 4 września 1939 r. pierwsze samoloty Luftwaffe zrzuciły bomby w pobliżu dworca kolejowego i koszar 14. Pułku Piechoty przy ul. Żytniej we Włocławku, nie wyrządziły one większych szkód materialnych. Tym samym społeczeństwu Włocławka i powiatu włocławskiego – w sposób dobitny – zasygnalizowano rozpoczęcie II wojny światowej na tym terenie. W dniu 8 września, na skutek zbliżającego się od Zachodu frontu, wysadzono most drogowy na Wiśle, powołano pod broń członków Straży Obywatelskiej oraz ustanowiono wojskową komendanturę. Zbliżające się wojska hitlerowskie zaczęły ostrzeliwać drogi dojazdowe do Kowala, Kruszyna i Brześcia Kujawskiego, po których przemieszczały się polskie oddziały wojskowe oraz ludność uciekająca przed naporem niemieckiej nawałnicy.
Od dnia 8 października 1939 r. na mocy dekretu kanclerza Rzeszy cały powiat włocławski wcielono do Rzeszy Niemieckiej, podporządkowanej pod względem administracyjnym do tak zwanego Kraju Warty (Wartheland). Okupant rozpoczął swe rządy od restrykcji związanych z szeregiem ograniczeń praw ludności, m.in. wprowadzono do urzędów język niemiecki, zabroniono używania symboli narodowych, zlikwidowano polską prasę, wprowadzono ograniczenia w poruszaniu się pomiędzy wioskami oraz zarekwirowano odbiorniki radiowe. W sposób bezwzględny przystąpiono do akcji eksterminacji ludności polskiej, jako jednego z zasadniczych elementów polityki okupacyjnej. Miała ona również otworzyć drogę do uzyskania wolnych terenów dla osadnictwa niemieckiego, głównie rodzin z rejonów nadbałtyckich i Wołynia. Dla wszystkich mieszkańców Gołaszewa napaść na Polskę była niespodziewanym i dotkliwym ciosem. Już w pierwszych chwilach niemieckiej agresji wielu mieszkańców wsi zostało deportowanych na tereny III Rzeszy, kilkanaście rodzin przesiedlono do innych pobliskich miejscowości, a kilkunastu mężczyzn zdolnych do fizycznych prac zostało siłą zmuszonych do prac polowych i gospodarczych nowo przybyłych niemieckich gospodarzy. Był to sposób zdobywania przez niemieckie władze okupacyjne taniej i niewolniczej siły roboczej dla potrzeb przemysłu militarnego oraz prowadzonych działań wojennych. Terror stosowany przez hitlerowców nie był jednak w stanie złamać woli walki ludności powiatu włocławskiego. Już jesienią 1939 r. dało się zauważyć pierwsze przejawy kształtowania się ruchu oporu. Powstały: Korpus Obrońców Polski (KOP), Kujawski Związek Polityczno-Literacki (KZPL), Związek Walki Zbrojnej (ZWZ), Włocławskie Szare Szeregi – ich członkowie starali się informować polskie społeczeństwo o rzeczywistym stanie działań wojennych oraz pomagali Polakom zagrożonym akcjami eksterminacyjnymi. W późniejszym okresie zaczęły działać także i inne organizacje podziemne.
Kampania wrześniowa 1939 r. nie ominęła Gołaszewa. Kilka domów w wyniku ostrzału z ciężkiej broni zostało uszkodzonych. Świadkowie tamtych wydarzeń wspominają, iż przemieszczające się drogą Kowal – Brześć Kujawski w sposób wielce nieskoordynowany wycofujące się wojsko polskie było dość łatwym celem dla niemieckiej artylerii i lotnictwa. Także ogromne zamieszanie wśród ludności cywilnej, która gremialnie zaczęła przemieszczać się w różnych kierunkach, pogłębiło jeszcze i tak trudna sytuację. Mające priorytet w poruszaniu się oddziały wojskowe były często w swoich poczynaniach blokowane, co ujemnie wpłynęło na ich mobilność oraz taktyczne możliwości włączenia się do szeregu walk w obronie ojczyzny.
Po zajęciu powiatu włocławskiego przez hitlerowskiego okupanta teren ten poddano bardzo silnej germanizacji. W ramach powszechnego terroru, skierowanego przede wszystkim na inteligencję, okupant doprowadził do bardzo licznych egzekucji, pacyfikacji włocławskiej dzielnicy Grzywno, deportacji do obozów koncentracyjnych, wywózki na roboty przymusowe do Rzeszy oraz wprowadził wiele elementów uniemożliwiających normalne życie mieszkańcom. Nawet zbliżająca się ofensywa 1945 r. nie spowodowała zaprzestania aktów terroru. W owym czasie wielu mieszkańców Gołaszewa dotkniętych było także deportacją na przymusowe roboty do Rzeszy lub przymusowe zatrudnienie w charakterze wyrobników w majątkach osiedlających się Niemców.
W styczniu 1945 r. Armia Radziecka i Ludowe Wojsko Polskie bez specjalnych przeszkód wjechały do wsi od strony Kowala.
W 1945 r. wojska radzieckie rozpoczynając wielką ofensywę wkroczyły na terytorium Kujaw i ziemi dobrzyńskiej w dniu 20 stycznia 1945 r., wypierając tym samym siły niemieckie w kierunku Torunia i Inowrocławia. W ślad za przesuwającym się na zachód frontem, na tereny opuszczone przez okupanta przybywały specjalne grupy operacyjne, które po nawiązaniu kontaktów ze społeczeństwem przystępowały do organizowania władzy, zapewnienia ładu i porządku oraz utrzymania dyscypliny.

### Okres powojenny i Polska Ludowa
Atmosfera napięcia politycznego istniała jeszcze przez kilka lat po zakończeniu II wojny światowej. Jej apogeum zostało – jak się wydaje – osiągnięte podczas kampanii związanej z referendum ludowym w czerwcu 1946 r. oraz wyborami do Sejmu Ustawodawczego w dniu 19 stycznia 1947 r. Kolejnym procesem umacniania władzy było stopniowe zespalanie aparatu władzy terenowej. W miejsce dawnych starostw, magistratów i urzędów gminnych w czerwcu 1950 r. utworzono odpowiednich szczebli rady narodowe. Proces zmian ustrojowych zachodził na omawianym terenie jeszcze wielokrotnie i związany był z wciąż nowymi podziałami terytorialnymi kraju.
W okresie Polski Ludowej, Gołaszewo, jak i wiele jemu podobnych wsi, przeżywało drogę typowego rozwoju charakterystyczną dla niewielkich miejscowości. Z jednej strony nastąpiła stabilizacja wewnętrzna, zaniknęło widmo bezrobocia, zaczęto intensywny proces edukacji dzieci i młodzieży; z drugiej natomiast, wprowadzenie przez kolejne ekipy rządzące krajem błędnych mechanizmów związanych z rolnictwem, przemysłem, budownictwem oraz finansami państwa przyczyniły się do narastania społecznych niepokojów.
Bezpośrednio powojenna historia Gołaszewa – jak i wielu podobnych jemu miejscowości powiatu włocławskiego – rozwijała się w kierunku odrestaurowania zniszczeń, jakie miały miejsce podczas II wojny światowej. Mimo iż były one znacznie niższe niż np. w ośrodkach miejskich, trzeba było poświęcić bardzo wiele czasu i sił fizycznych aby doprowadzić – w niełatwych czasach – do stanu używalności zdewastowany majątek po opuszczeniu zaborcy. Wielu stratom udało się zapobiec w wyniku rozumnego i rozważnego podejścia pracujących w przejętych po 1939 r. przez Niemców gospodarstwach. To właśnie ci mieszkańcy Gołaszewa, w wyniku klęski okupanta hitlerowskiego, w większości powrócili lub przejęli na własność swoje przedwojenne rolne posiadłości oraz zabudowania. Zważywszy na bardzo trudną sytuację materialną, brak maszyn i urządzeń do uprawy roli, wyniszczony dobytek zwierzęcy oraz oczekiwanie na szczęśliwy powrót bliskich z terenów zajętych jeszcze przez III Rzeszę, mieszkańcy Gołaszewa, przeżywali z jednej strony radosne chwile związane z zaprzestaniem wieloletniej okupacji i terroru, a z drugiej strony borykali się z uciążliwościami życia codziennego, które związane było z zaspokojeniem podstawowych i żywotnych interesów każdej z rodzin. Stopniowe porządkowanie życia gospodarczego, społecznego i politycznego przyczyniło się do kolejnych usprawnień i poprawy warunków egzystencji mieszkańców wsi. Późniejsza i stopniowa indoktrynacja związana z wprowadzaniem w kanony działań społecznych ideologii partii politycznych i młodzieżowych organizacji będących pod kuratelą tych partii, wielu mieszkańcom Gołaszewa podobała się. W owych czasach znacząco liczebnymi było koło Polskiego Stronnictwa Ludowego (PSL) oraz kształtującej swoje ideologiczne oblicze Podstawowa Organizacja Polskiej Zjednoczonej Partii Robotniczej (POP PZPR) i przynajmniej dwie młodzieżowe organizacje.
Wprowadzany stopniowo do wiejskich gospodarstw postęp techniczny spowodował ożywienie w produkcji towarowej. Tym samym – mimo restrykcyjnie prowadzonych przez władze administracyjne egzekucji dostaw obowiązkowych – lekki wzrost zamożności związany z przypływem gotówki, przeznaczano na dalsze usprawnienie gospodarstw rolnych. Rozwój produkcji oraz wzrost zamożności nie odbywał się u wszystkich jednakowo. Przeważające w swojej strukturze gospodarstwa małe (poniżej 5 ha) znacznie odbiegały od poziomu i nie nadążały nad postępem technicznym – z prostego powodu – braku niezbędnych środków finansowych na zakup maszyn, nawozów sztucznych lub innych urządzeń mających wpływ na kulturę upraw lub zminimalizowanie nakładu pracy człowieka. W bardzo wielu przypadkach świadczenie pomocy samosąsiedzkiej a później powstanie Kółka Rolniczego z podstawowym zestawem maszyn do prac polowych, pozwoliło na ograniczenie pracy fizycznej zarówno ludzi, jak i wykorzystywanych jeszcze do lat siedemdziesiątych XX w. we wsi koni.
Niewątpliwy wpływ na podwyższenie standardów życia miało pobudowanie w latach 1960–1961 linii energetycznych oraz zelektryfikowanie prawie wszystkich gospodarstw. Wykorzystywane od tej chwili moce energetyczne do oświetlenia domów i gospodarstw, zasilania odbiorników radiowych i później telewizyjnych oraz silników elektrycznych, które służyły do napędzania różnorakich maszyn, walnie przyczyniło się do zmniejszenia nakładu pracy świadczonej osobiście przez rolników i ich rodziny.
Wydarzenia polityczne, jakie były przedmiotem powojennych przeżyć w historii Polski, miały także znaczący wpływ na kilka dziedzin życia wsi Gołaszewo.
Uchwalona przez Krajową Radę Narodową (KRN) ustawa „O głosowaniu ludowym” wyznaczyła na dzień 30 kwietnia 1946 r. referendum, w którym społeczeństwo miało wypowiedzieć się na temat wprowadzenia nowych rozwiązań ustrojowych w państwie polskim. Wieść ta, przekazana przez ówczesne władze partyjne i administracyjne gminy Śmiłowice, została przyjęta przez mieszkańców Gołaszewa z powagą i zrozumieniem. Działające we wsi grupy polityczne i organizacje młodzieżowe gremialnie włączyły się do akcji propagandowej, co spowodowało, iż do wyborów – głosując na tak, we wszystkich trzech przypadkach – stawili się prawie wszyscy mieszkańcy wsi.
Podobna praktyka, związana z wyborami do władz najrozmaitszych szczebli, miała także miejsce i w latach późniejszych. Jak dowodzą dostępne sprawozdania i protokóły z wyborów, frekwencja w nich była bardzo wysoka. Niejednokrotnie mieszkańcy Gołaszewa do wyborów udawali się całymi rodzinami. Organizacje społeczne, w tym i straż pożarna i koło gospodyń oraz związki młodzieżowe, do lokali wyborczych udawali się w formie zorganizowanej. Jednak z upływem lat, formy zorganizowanego uczestnictwa w wyborach zostały stopniowo wygaszane, tak jak i osłabiała się aktywności polityczno-społeczna wielu mieszkańców wsi.
Dla życia społecznego Gołaszewa nie miały także większego wpływu wydarzenia tzw. „poznańskiego czerwca”. Jednak ogólna sytuacja gospodarcza w kraju, rozłam w łonie PZPR, wewnętrzna walka polityczna oraz ostre w tonie wystąpienie premiera Józefa Cyrankiewicza spowodowały spiętrzenie się i tak już trudnej sytuacji w Polsce. Nie bez znaczenia była także postawa przybyłej do polski delegacji ścisłego kierownictwa Komunistycznej Partii Związku Radzieckiego i dowódców wojskowych Układu Warszawskiego (UW). Napiętą do granic wytrzymałości atmosferę nerwowości potęgowały ruchy stacjonujących w Polsce wojsk ZSRR w kierunku Warszawy. To właśnie przez Gołaszewo, w przeciągu kilku dni, a szczególnie w nocy, przetoczyła się kawalkada kilkuset czołgów, wozów pancernych, samochodów i innych pojazdów wojskowych. W świadomości mieszkańców wsi, którzy z powodów oczywistych – nie było tak rozpowszechnionych jeszcze odbiorników radiowych, a prasa do wsi nie docierała – nie byli poinformowani o zaistniałej sytuacji. Co wywoływało oczywiste zdumienie oraz spowodowało przywoływanie nieodległych jeszcze czasów II wojny światowej. Na domiar złego, stacjonujący czasowo w pobliskich lasach radzieccy żołnierze bardzo nieprzychylnie odnosili się do mieszkańców wsi, którzy usiłowali dowiedzieć się czemu ma służyć tak potężna manifestacja siły.
W 1968 r., podczas tzw. „wydarzeń marcowych”, przez wieś przetoczyła się ponownie potężna kawalkada czołgów i innych pancernych pojazdów zmierzających w zachodnim kierunku. Jeszcze kilkakrotnie w powojennych dziejach Gołaszewa przez wieś (aż do wybudowania asfaltowej nawierzchni drogowej) przemierzały w najrozmaitszych ugrupowaniach wojska radzieckie, które niejednokrotnie stacjonowały w kowalskim lesie.
Wydarzenia grudniowe 1970 r. pozostają jeszcze w pamięci starszych mieszkańców Gołaszewa. Informacja o nich dotarła do wsi znacznie szybciej niż w latach ubiegłych. We wsi w prawie każdym domu był zainstalowany głośnik radiowy, który podłączony do sieci linii napowietrznej nadawał audycje programu pierwszego Polskiego Radia. W kilku gospodarstwach były radioodbiorniki i pierwsze telewizory. Jak bardzo wielu mieszkańców Polski, także i gołaszewiacy byli zaistniałą sytuacją w kraju bardzo zaniepokojeni. Na własnej skórze odczuli pogarszające się warunki życia, które spowodowane były ciągle wzrastającymi cenami artykułów żywnościowych oraz do produkcji rolnej. Kryzys rządowy, który swoje apogeum osiągnął w dniu 20 grudnia 1970 r., kiedy to ze stanowiska I sekretarza PZPR usunięto Władysława Gomułkę, wśród wielu mieszkańców wsi wzbudził nadzieję i wyzwolił nowe ożywcze trendy. Lokalną oznaką zmian, jak miały pod kierownictwem Edwarda Gierka wkrótce nastąpić, wraz z wyrażeniem dezaprobaty do poprzedniej ekipy rządzącej, było wydarzenie w dniu 21 grudnia 1970 r. związane ze zdjęciem i zniszczeniem portretów Władysława Gomułki, Józefa Cyrankiewicza i Mariana Spychalskiego – jakie były umieszczone na jednej z najważniejszych ścian w świetlicy OSP, którego świadkiem był także autor niniejszego opracowania.
Wydarzenia polityczne lat siedemdziesiątych zwane „wydarzeniami czerwcowymi”, dotyczyły także mieszkańców wsi i związane były z wprowadzeniem przez rząd drastycznych podwyżek cen żywności. Niezadowolone z takiego obrotu sprawy społeczeństwo w bardzo wielu ośrodkach miejskich przystąpiło na drugi dzień do akcji protestacyjnych, które przeobraziły się w strajki, najpierw na terenie zakładów pracy a później i na ulicach miast. Społeczne protesty zostały brutalnie zdławione przez siły porządkowe. Nie obyło się także i w tym przypadku bez ofiar śmiertelnych i osób rannych. Na bazie tych wystąpień zrodziła się i zorganizowała opozycja polityczna. Echo wydarzeń czerwcowych było przez wielu mieszkańców Gołaszewa wnikliwie analizowane. Wśród nich wywiązała się ożywiona dyskusja, której przedłożenie miało także miejsce podczas kilku zorganizowanych przez koło ZSL i POP ogólnowiejskich zebrań. Wniosek z nich był jednoznaczny – tryb i wielkość podwyżek nie mogła być zaakceptowana także przez mieszkańców Gołaszewa, którzy opowiadali się – jeśli już miały one być – za stopniowym ich wprowadzaniem wraz z jednoczesnym obniżeniem cen na inne towary i usługi.

### Historia najnowsza
Historycznie najbliższymi wydarzeniami, które miały wpływ na bieg życia młodszych mieszkańców Gołaszewa, były dzieje dekady lat osiemdziesiątych XX w. Jak się wydaje – miały one istotny i znaczący wpływ na społeczno-polityczne postawy mieszkańców Gołaszewa. Mimo iż w tych bardzo trudnych latach wielu jego mieszkańców opowiadało się po jednej albo po drugiej stronie konfliktu, nie doprowadziło to do istotnych rozdźwięków w łonie wsi. Najboleśniejszy czas stanu wojennego, choć był on zaskoczeniem, nie spowodował większych perturbacji w życiu społecznym i gospodarczym wsi. Tak jak w wielu podobnych miejscowościach powiatu włocławskiego, i tu powstał Niezależny Samorządny Związek Zawodowy „Solidarność”, który w swoich poczynaniach i linii działania starał się rozwiązywać żywotne sprawy rolników wsi. Przez okres jednej kadencji przedstawiciel „Solidarności” był nawet członkiem Rady Gminy Kowal.
Zachodzące przemiany ustrojowe odcisnęły swoje piętno na każdej z rodzin mieszkańców Gołaszewa. Nie bez znaczenia był istotny wzrost świadomości społecznej i politycznej związany z transformacją ustrojową, mimo tego, iż proces ten z początku miał często formy zakamuflowane. Siłą rzeczy zaangażowanie mieszkańców wsi w zachodzące zmiany ustrojowe nie było zbyt wielkie. Świadomość pewnej niemocy, brak wiary i przekonań, jakie związane były z wyborami do najwyższych – państwowych i tych gminnych struktur władzy ustawodawczej i samorządowej, częstokroć blokowały lub uniemożliwiały wysuwanie na eksponowane stanowiska i funkcje najwartościowszych mieszkańców wsi. Jednak pierwsze lata XXI w. zaowocowały włączeniem się stojących do tej chwili na uboczu mieszkańców wsi, którym nie było obojętne, kto będzie wójtem gminy, radnym czy sołtysem, do kogo należeć będzie sklep, przedszkole, w jaki sposób nawiązywana będzie łączność z władzami gminy i powiatu, jakie organizacje i związki działać będą we wsi, jaki będą kontakty z parafią kowalską oraz jak żyć będzie się we wspólnocie wiejskiej.

## Administracyjna przynależność wsi w latach 1845–2003
Od 1845 r. Gołaszewo terytorialnie należało do gminy Śmiłowice, która przez okres wieludziesięciu lat miała swoją siedzibę w Choceniu. Stan ten utrzymał się aż do 1968 r. W okresie międzywojennym wieś w dalszym ciągu była pod administracyjną jurysdykcją gminy Śmiłowice w powiecie włocławskim i województwie warszawskim. Na pocztę mieszkańcy podążali do Czerniewic, do linii autobusowej zmierzali do Kowala, swoich roszczeń dochodzili w sądach grodzkim i okręgowym we Włocławku. Miejscowość składała się z czterech organizmów: Gołaszewa (wieś), Gołaszewa Nowego, Gołaszewa Starego i Gołaszewa-Piaski. Jak było w czasie II wojny, nie wiadomo. Po zakończeniu działań wojennych na terenie powiatu włocławskiego zaszło kilka zmian związanych z likwidacją lub połączeniem gromad w większe organizmy. Takim strukturalnym przeobrażeniom poddano gromady m.in. w Baruchowie, Grabkowie, Kłóbce, Kruszynku, Michelinie i innych. Z chwilą powstania w 1954 r. na terenie włocławskiego powiatu czterdziestu pięciu Gromadzkich Rad Narodowych i utworzenia siedziby w Nakonowie – Gołaszewo włączono do tej wspólnoty. Celem ustawodawcy było takie ukształtowanie gromad, aby liczyły one 1–3 tys. mieszkańców, a obszar ich wynosił od 15-50 km² powierzchni. Tym bardziej, iż ludność domagała się zbliżenia władzy do swojej miejscowości, licząc, że za tym przyjdą inwestycje społeczno-kulturalne i gospodarcze. Nowo utworzoną instytucją zarządzali pełnomocnicy rad narodowych wyznaczeni przez gromadzką radę narodową spośród radnych zamieszkujących daną wieś. Przez szereg lat funkcję pełnomocnika między mieszkańcami a gromadzką radą narodową pełnił Feliks Romanowski. Później był on gromadzkim sekretarzem i przy pomocy biura gromadzkiej rady kierował pracami biura rady. Natomiast z wyboru funkcję przewodniczącego Gromadzkiej Rady Narodowej sprawowali Henryk Seklecki i Jan Chojnacki z Łagiewnik oraz Józef Bartczak z Nakonowa Starego. Radnym przez kilka kadencji z rekomendacji gołaszewskiego Koła ZSL był – Antoni Kwiatkowski.
Nie mogąc w pełni wywiązać się z nałożonych obowiązków – z racji słabości gospodarczej oraz braku wystarczających kompetencji – małe gromadzkie rady nie mogły podołać nałożonym obowiązkom. Z tego powodu bardzo liczni mieszkańcy Gołaszewa, Nakonowa i innych należących do gromady miejscowości musieli załatwiać rozliczne sprawy w Choceniu i Włocławku. To spowodowało, iż w latach 1959–1961 rozpoczął się proces łączenia gromad w powiecie włocławskim. W pierwszym etapie zlikwidowano trzynaście gromad, w drugim dwanaście i w trzecim pięć. Tym sposobem w 1968 r. – jako jedna z najdłużej utrzymujących się w powiecie włocławskim – Gromadzka Rada Narodowa w Nakonowie została zlikwidowana, a obszar jej włączono do gromady Kowal.
W oparciu o kolejne wydawnictwa związane z odnotowywaniem miejscowości na terenie Polski stwierdzono, iż w 1967 r. omawiany terytorialny zasięg miejscowości sprowadzał się do: Gołaszewa, Gołaszewa Nowego, Gołaszewa Starego i Gołaszewa-Piaski. Właściwą dla mieszkańców wsi podstawową jednostką administracji samorządowej była gromada w Nakonowie oraz jej zwierzchniczka – Powiatowa Rada Narodowa we Włocławku, natomiast władze wojewódzkie były umieszczone w Bydgoszczy.
Pod koniec 1971 r. na terenie powiatu włocławskiego było jedynie czternaście gromad, co w porównaniu z 1945 r. stanowi spadek o dwadzieścia osiem i z 1950 r. o dwadzieścia cztery. Ostatecznym etapem likwidacji gromad było postanowienie Sejmu PRL, na mocy którego pod koniec 1972 r. zlikwidowano je, tworząc gminne, miejskie i miejsko-gminne rady narodowe.
Rodzące się po zakończeniu II wojny światowej nowe sposoby zarządzania – związane ze zmianami ustrojowymi państwa – zmusiły władze terenowe do zadzierzgnięcia współpracy z każdym wiejskim i miejskim środowiskiem. Już w kilka tygodni po zakończeniu działań wojennych w Gołaszewie (tak było i w innych miejscowościach gminy Śmiłowice) odbyło się w dniu 11 lutego 1945 r. wiejskie zebranie z udziałem przedstawiciela gminy, na którym dokonano wyborów sołtysa. Zgromadzonych na nim 60 osób uprawnionych do głosowania, w tajnych wyborach na nowego sołtysa wybrało Władysława Stanisławskiego, natomiast podsołtysem został Andrzej Zasada. Obydwaj funkcję tę sprawowali kilka miesięcy, ponieważ w związku z przeprowadzonymi wyborami do Gminnej Rady Narodowej w Śmiłowicach – zgodnie z postulatami nowo wybranych radnych – dokonano także wyboru nowych sołtysów. Po nich przez okres trzech kadencji sołtysem była Genowefa Miziołek, która była także członkiem Gminnej Komisji Zdrowia Pracy i Pomocy Społecznej. Z racji
umiejscowienia władzy wykonawczej w gromadach instytucja sołtysa została przez okres kilkunastu lat zmarginalizowana. Jednak na skutek zmian ustrojowych gminy oraz zadań, jakie wypełniał sołtys, powrócono na wsi do tej instytucji. Na to stanowisko przez ogół mieszkańców wsi Gołaszewo i jej okolic został wybrany Czesław Kacprzak, który nieprzerwanie pełnił swoją misję do 1996 r. Po nim w 1997 r. przejął stanowisko jego syn Stanisław Kacprzak i piastował je do początku 2003 r.
Gołaszewo, z uwagi na swoje położenie geograficzne, możliwości komunikacyjne związane z dotarciem interesantów do urzędu oraz dość dużą aktywność społeczną jej mieszkańców miało – niestety niewykorzystane – możliwości stania się miejscowością gminną. Decyzja Prezydium Powiatowej Rady Narodowej we Włocławku, z którą zapoznali się i zaaprobowali radni gminy w Śmiłowicach podczas odbytego posiedzenia w dn. 27 lutego 1953 r., proponowała nowy układ gminy: „[...] Gmina Choceń w nowym układzie składa się z następujących gromad (tu następuje ich wymienienie), z tym, że dotychczasowa nazwa gminy Śmiłowice zmienia się na Choceń, a z dotychczasowej gminy Śmiłowice wyłącza się gromady: Warząchewka, Warząchewka Królewska, Warząchewka Nowa, Warząchewka Polska, Łagiewniki, Nakonowo, Nakonowo Stare, Łopatki, Grabówka, Kuźnice, Filipki, Wola Nakonowska, Czerniewice, Pustki Choceńskie, Gołaszewo, Świerkowo i Nowa Wola – włącza się do nowoprojektowanej gminy Gołaszewo [...]”. Jednak projekt ten nie doczekał się w zaproponowanym układzie nigdy realizacji z powodu zatargów między niektórymi mieszkańcami Nakonowa i Gołaszewa. I w ten to sposób, pod koniec 1954 r., utworzono gromadę Nakonowo, która z okolicznymi wioskami w dalszym ciągu przypisana była do gminy Śmiłowice.
Przedstawicielem Gołaszewa w gminie od dnia 19 maja 1950 r. z ramienia Zjednoczonego Stronnictwa Ludowego, przez okres trzech lat był Bronisław Giergielewicz. Ponadto, przez pewien okres w latach czterdziestych i pięćdziesiątych XX w. w radzie zasiadali Jan Kwiatkowski z Woli Nakonowskiej i Leon Szczygielski z Gajówki, którzy byli także aktywnymi działaczami straży pożarnej w Gołaszewie.

## Organizacje społeczne
Na terenie wsi kwitła działalność kilku młodzieżowych organizacji paramilitarnych. Takim przekładem był Hufiec Przysposobienia Wojskowego i Wychowania Fizycznego, którym kierował mieszkaniec Gołaszewa – Jan Popielarski. Do tego związku należały dwadzieścia dwie osoby, w tym czternaście z Gołaszewa. Głównym zadaniem, wokół którego ogniskowała się jego praca, było przygotowanie męskiej młodzieży do przyszłej służby wojskowej.
Ponadto owocną pracą w bezpośrednim okresie po zakończeniu II wojny światowej oraz w przeciągu kilku następnych lat, mogła poszczycić się organizacja Służba Polsce. W zachowanych z tego okresu dokumentach widnieje szereg nazwisk młodych mieszkańców Gołaszewa i okolicznych miejscowości, których Komisja Kwalifikacyjno-Rejestracyjna postanowiła wciągnąć do wyżej wymienionej służby. Kilku z nich brało udział w formie skoszarowanej przy odgruzowywaniu i odbudowie Warszawy.
Szczególną rolę, w sensie integrowania społeczeństwa Gołaszewa Kujawskiego, Przydatków Gołaszewskich oraz po części i Nakonowa miały inne od straży pożarnych organizacje polityczne i społeczne. W kilka miesięcy po zakończeniu II wojny światowej powstało bardzo prężnie działające koła Związku Młodzieży Polskiej.
Tradycje skautowe w Gołaszewie sięgają okresu międzywojennego. We wspomnieniach obecnie starszych wiekiem, a w tamtych czasach zupełnie młodych mieszkańców Gołaszewa, zachowały się informacje dotyczące zbiórek oraz innej działalności merytorycznej. W kilka miesięcy po zakończeniu II wojny światowej reaktywowano ten ruch, nadając mu polski wymiar, który odznaczał się powołaniem drużyny zuchowej i harcerskiej. Głównymi animatorami tych przedsięwzięć byli Antoni Kwiatkowski i Józef Murzyński, którzy opierając się na własnych doświadczeniach nabytych od przedwojennego drużynowego Stefana Pawłowskiego, prowadzili pracę wychowawcza i szkoleniową. Na program zbiórek składały się gry i podchody – organizowane zarówno porze dziennej i nocnej, gry w piłkę, ćwiczenia sprawnościowe oraz strzelanie z wiatrówki.
W kilka lat po zjednoczeniowym zjeździe PPR i PPS, powstała Podstawowa Organizacja Partyjna skupiająca w swych szeregach kilkunastu członków z Gołaszewa Kujawskiego, Nakonowa i Łagiewnik.
Podobnie datowane jest powstanie dużego – w największym jego rozkwicie ok. 50-osobowego – koła Zjednoczonego Stronnictwa Ludowego, którym nieustannie kierował Tadeusz Ogiński.
Na szczególną uwagę, ze względu na zakres działalności, zasługiwała organizatorska praca Koła Gospodyń Wiejskich w Gołaszewie, które za sprawą Genowefy Miziołek zostało założone w 1951 r. W jego składzie, w chwilach największego rozkwitu, było ponad 30 członkiń. W pierwszych latach swojej działalności praca ogniskowała się wokół prowadzenia kursów gotowania, zasad wychowania dzieci, higieny w obejściach gospodarskich oraz współpracy z innymi działającymi na terenie wsi organizacjami. Członkinie koła brały także udział we wszystkich organizowanych przez strażaków imprezach, uczestniczyły w takich przedsięwzięciach jak: wiejskie dożynki, przedstawienia, udział w liturgii kościelnej. Za swoją społeczną aktywność bardzo wiele kobiet zostało wyróżnionych wysokimi odznaczeniami, medalami i dyplomami przez najwyższe władze państwowe.
Nie bez znaczenia dla wprowadzenia postępu w uprawie roli oraz wyeliminowania uciążliwej pracy ręcznej było powołanie na początku lat sześćdziesiątych ubiegłego wieku Kółka Rolniczego w Gołaszewie. Fakt ten miał decydujące znaczenie dla całej społeczności wiejskiej, ponieważ przy stosunkowo małych obszarowo gospodarstwach spowodował możliwość ich uprawy ze znacznym wyeliminowaniem siły pociągowej koni oraz zmniejszeniem absorbujących prac wykonywanych przez gospodarzy i ich rodziny. Głównymi założycielami tej organizacji byli: Jan Miziołek, s. Andrzeja, Władysław Stanisławski i Jan Zasada s. Andrzeja. W późniejszym okresie skład zespołu powiększył się m.in. o: Bronisława Giergielewicza, Czesława Kasprzaka, Eugeniusza Kwiatkowskiego, Józefa Lateckiego, Wiesława Lateckiego, Jana Jóźwiaka, Franciszka Prokopiaka, Czesława Świerczyńskiego, Władysława Zasadę. Pierwszym dyspozytorem, u którego stacjonowały zakupione maszyny i urządzenia, był Władysław Zasada, po nim funkcję objął Jan Zasada s. Andrzeja, a później Franciszek Prokopiak i ponownie Władysław Zasada. Kółko Rolnicze w latach największej prosperity dysponowało kilkoma lekkimi traktorami, zespołem maszyn do prac żniwnych i polowych oraz transportu najrozmaitszych materiałów. Z chwilą komasacji sprzętu i ustanowienia Spółdzielni Kółek Rolniczych część maszyn została wchłonięta przez tę instytucję i przeniesiona do bazy w Nakonowie. Na terenie wsi pozostały jedynie proste narzędzia, z reguły przystosowane do wspomagania upraw rolnych oraz ułatwiających pracę w gospodarskich obejściach.

## Gołaszewo w gminie Kowal
Jak już wcześniej wspomniano, uchwalenie przez Sejm PRL w 1972 r. dwóch ustaw: o zmianie Konstytucji PRL i o utworzeniu gmin i zmianie ustawy o radach narodowych spowodowało zmianę charakteru zarządzania jednostkami gminnymi. Na czele rady stanął naczelnik gminy, który przy pomocy prezydium rady kierował znacznie powiększonymi terytorialnie i kompetencyjnie jednostkami. W nowo utworzonej gminie Kowal znalazła się także wieś Gołaszewo. Ostatecznie w wyniku reform z lat 1972–1975 ukształtowany został dwuszczeblowy system terenowych organów władzy administracyjnej: wojewódzki i gminny. Na ich podstawie w 1975 r. utworzono nowe województwo włocławskie, w skład którego weszło 14 miast oraz 39 gmin. W późniejszych latach zostało zniesionych kilka gmin oraz powiększono obszar niektórych miast.
Po powstaniu województwa włocławskiego oraz likwidacji powiatów Gołaszewo włączono do gminy Kowal. Tam też mieszkańcy wsi mogli załatwiać większość spraw związanych z ich żywotnymi sprawami, począwszy od związanych z Urzędem Stanu Cywilnego, podatkami, komunikacją aż do spraw związanych z odwieczną przynależnością do kowalskiej parafii. Od tej też chwili wieś – przynajmniej urzędowo – dzieliła się na Gołaszewo (siedziba sołectwa), Gołaszewo Kujawskie (przystanek PKP i jego najbliższe okolice) oraz Gołaszewo-Piaski (obszar za torami kolejowymi w kierunku Warząchewki).
Szczególną funkcję zaczęła pełnić gmina Kowal od 1991 r. – z chwilą powołania jej jako samodzielnej jednostki organizacyjnej. Doszło wtedy do wyboru nowych władz samorządowych (Rada Gminy, Zarząd Gminy – I kadencja) oraz powołania nowego organu, jakim był wójt. Pierwszym z nich był Tadeusz Wiśniewski, a po nim Marek Franciszek Szubski. Pierwszymi reprezentantami w radzie gminy (wybranymi w wyborach uzupełniających) – z omawianego terenu Gołaszewa i pobliskich wsi – byli: Wacław Koza z Gołaszewa Piaski, Czesław Cichocki z Przydatków Gołaszewskich i Teresa Czarniak z Nakonowa.
W II kadencji (1994–1998) przewodniczenie Radzie Gminy powierzono Markowi Franciszkowi Szubskiemu. Wójtem w dalszym ciągu był Tadeusz Wiśniewski. W skład Rady Gminy weszli: Jan Celmer – był także członkiem Zarządu Gminy, Marian Kozłowski z Nakonowa i Marek Zasadziński z Przydatków Gołaszewskich. Na III kadencję (1999–2002) przewodniczącym Rady Gminy został Stanisław Adamczyk, a wójtem ponownie Marek Franciszek Szubski. W skład Rady Gminy weszli: Jan Celmer, Wojciech Celmer z Gołaszewa Kujawskiego, Marek Zasadziński z Przydatków Gołaszewskich i Dariusz Zając z Nakonowa. W wyniku bezpośrednich wyborów na wójta gminy na IV kadencję (wybory w 2002 r.) przewodniczącym Rady Gminy został Edward Dominikowski, a wójtem Marek Franciszek Szubski. Reprezentantami we władzach Rady Gminy zostali: Eugeniusz Kwiatkowski i Wojciech Nawrocki z Gołaszewa, Andrzej Malinowski z Przydatków Gołaszewskich. Wartym w tym miejscu odnotowania jest fakt, iż Jan Celmer, Eugeniusz Kwiatkowski, Andrzej Malinowski i Wojciech Nawrocki byli aktywnymi członkami zarządu gołaszewskiej straży pożarnej.
Zmiany związane z wyborami odbytymi w dniu 11 października 1998 roku, w których wybrani zostali radni do przedstawicielstw organów samorządu terytorialnego w gminach, powiatach i województwach, miały szczególne znaczenie. Władza samorządowa, otrzymała szersze kompetencje. Od wybranych w tych wyborach radnych, zależało wiele żywotnych spraw, dotąd pozostających w gestii administracji centralnej.
Po nowym podziale administracyjnym kraju obowiązującym od 1 stycznia 1999 r. Gołaszewo pozostało w gminie Kowal, w powiecie włocławskim, województwa kujawsko-pomorskiego. Na terenie gminy działało 17 sołectw, które zamieszkiwało ponad 4300 osób. Gmina zajmowała obszar 11,4 tys. ha, z czego 6,1 tys. ha stanowiły grunty orne, 2,5 tys. ha – lasy, a łąki, sady i pastwiska ponad 1,3 tys. ha. Na jej terenie nie było dużych zakładów przemysłowych, choć ze względu na przebiegające przez jej teren szlaki komunikacyjne oraz przeładunkową stację kolejową w Czerniewicach istniały możliwości rozwoju przemysłu różnych branż. W gminie zarejestrowanych było ponad 150 podmiotów gospodarczych działających w zakresie produkcji, transportu, usług i handlu. Ponadto działają spółdzielcze zakłady usług rolniczych, komunalnych, ubojnia i przetwórstwo mięsne. Kowalską gminę cechowała dobrze rozwinięta infrastruktura techniczna, na którą składały się, obejmujące wszystkie gospodarstwa domowe – sieć wodociągowa i telekomunikacyjna, gminne wysypisko śmieci oraz oczyszczalnia ścieków w Rakutowie, służąca także pobliskim miejscowościom. W ostatnich latach prowadzono także intensywne prace związane z oczyszczalną ścieków dla Gołaszewo i przyległych wsi.